# 61ª Squadriglia
La 61ª Squadriglia del Servizio Aeronautico del Regio Esercito dal settembre 1917 volava con aerei Savoia-Pomilio SP.4.

## Storia

### Prima guerra mondiale
Nell'agosto 1917 la 61ª Squadriglia nasce al Centro Formazione Squadriglie del Campo di aviazione di Arcade diventando attiva il 5 settembre sui Savoia-Pomilio SP.4.
Il 19 settembre la 1ª Sezione va al Campo di aviazione di Villaverla con 3 piloti, il 27 settembre arriva la 2ª Sezione e il 1º ottobre la 3ª Sezione al comando del Capitano Giuseppe Neri che dispone di altri 5 piloti.
Dal 7 ottobre entra nel III Gruppo (poi 3º Gruppo caccia terrestre) ed il 24 ottobre nel IX Gruppo (poi 9º Gruppo Caccia) per il X Corpo d'Armata della 5ª Armata.
Dopo la Battaglia di Caporetto il 15 novembre il reparto ripiega all'Aeroporto di Ghedi per il transito sui SIA 7b ed all'inizio di dicembre torna nel III Gruppo al Campo di aviazione di Verona-Tombetta al comando del Cap. Arturo Clerici Bagozzi.
Nel 1917 ha svolto 38 voli di guerra ed all'inizio del 1918 è comandata da Neri con il Cap. Emilio Brizzi comandante interinale che dispone di altre 7 piloti e 5 osservatori.
Alla fine di febbraio dispone di 4 S.P.4 non operativi ed il 10 marzo arriva una Sezione di 3 SIA 7b della 22ª Squadriglia.
Il 30 marzo dopo diversi incidenti di volo vengono fermati i SIA fino al 7 aprile ed il 4 aprile arriva la Sezione di Farman 14 della 75ª Squadriglia caccia, 2 S.P.4 ed altri SIA.
Il 12 maggio la Sezione SIA si sposta a Ganfardine (poi Aeroporto di Verona-Villafranca) ed il comando torna a Bagozzi che riceve 3 S.P.4 e alcuni SIA che continuano ad avere problemi.
In giugno dispone di 12 piloti, 11 osservatori e 4 mitraglieri ed il 22 giugno il comando interinale passa al Cap. Arturo Sodani.
Il 12 luglio arriva il primo Pomilio P avendo poi 6 esemplari ed uno a doppio comando quando aveva 11 piloti e 13 osservatori ed il 3 agosto il comando torna a Brizzi che dispone anche di 2 Farman con motore Colombo.
Nel 1918 ha svolto 61 voli di guerra ed il 3 novembre il comando passa al Ten. osservatore Salvatore Vitale che al 4 novembre opera per la 4ª Armata con 4 Pomilio PE efficienti.
Si scioglie il 25 novembre 1918.

### Guerra d'Etiopia
La 61ª Squadriglia della Regia Aeronautica rinasce presso l’Aeroporto di Ferrara-San Luca il 1º settembre 1935. 
Il 9 dicembre il reparto va all’aeroporto di Ciampino Sud nell'ambito della Guerra d'Etiopia. 
Il 14 febbraio inizia lo spostamento a Capodichino, il 19 febbraio salpa da Napoli, il 26 arriva a Massaua. L'unità si sposta ad Asmara (oggi Aeroporto Internazionale di Asmara) da dove inizia ad operare il 13 marzo 1936 inquadrata nel XLIX Gruppo aeroplani bombardamento diurno del 14º Stormo.
Al 1º ottobre 1936 è nel XLIX Gruppo autonomo del Comando settore aeronautico nord di Asmara con aerei Caproni Ca.101 e Caproni Ca.133.

### Africa Orientale Italiana
A luglio 1938 è all'Aeroporto di Addis Abeba-Bole nell'ambito dell'Africa Orientale Italiana.

### Seconda guerra mondiale
Al 10 giugno 1940 era nel XLIX Gruppo Bombardamento Terrestre con 6 Caproni Ca.133 all'Aeroporto di Gimma.